# Рик, Иоганн
Иоганн Рик (нем. Johann Rick; 1869—1946) — австрийский миколог, исследовавший флору грибов Бразилии.

## Биография
Иоганн Рик родился 19 января 1869 года в районе Хатлердорф города Дорнбирн. Учился в обществе Stella Matutina, с 1887 по 1893 — в Блейенбеке и Вейнандсраде в Нидерландах. С 1894 по 1897 преподавал математику и естественные науки в Фельдкирхе. В 1898—1902 в Валкенбурге познакомился с американским микологом Кёртисом Гейтсом Ллойдом. В 1903 году отправился в Португалию для изучения португальского языка.
В 1903—1915 Рик преподавал в иезуитской школе в Сан-Леополду. С 1929 года он был профессором теологии в Семинарии Сан-Леополду. В 1942 году Иоганн Рик переехал в Салвадор-ду-Сул.
Иоганн Рик скончался 6 мая 1946 года.
С 1962 года в Сан-Паулу издавался микологический журнал Rickia, названный именем Иоганна Рика.

## Некоторые научные работы
- Rick, J. Basidiomycetes eubasidii in Rio Grande do Sul (неопр.) // Iheringia, Bot.. — 1958—1961. — Т. 2—9. — С. 1—480.

## Роды, названные в честь И. Рика
- Rickella Locq., 1952, nom. nov., nom. illeg. [≡ Volvolepiota Singer, 1958, nom. nov.]
- Rickia Cavara, 1899
- Rickiella Syd., 1904 [= Phillipsia Berk., 1881]